# Meiringen
Meiringen (toponimo tedesco) è un comune svizzero di 4 690 abitanti del Canton Berna, nella regione dell'Oberland (circondario di Interlaken-Oberhasli).

## Storia
Meiringen è stato il capoluogo del distretto di Oberhasli fino alla sua soppressione nel 2009.

## Monumenti e luoghi d'interesse

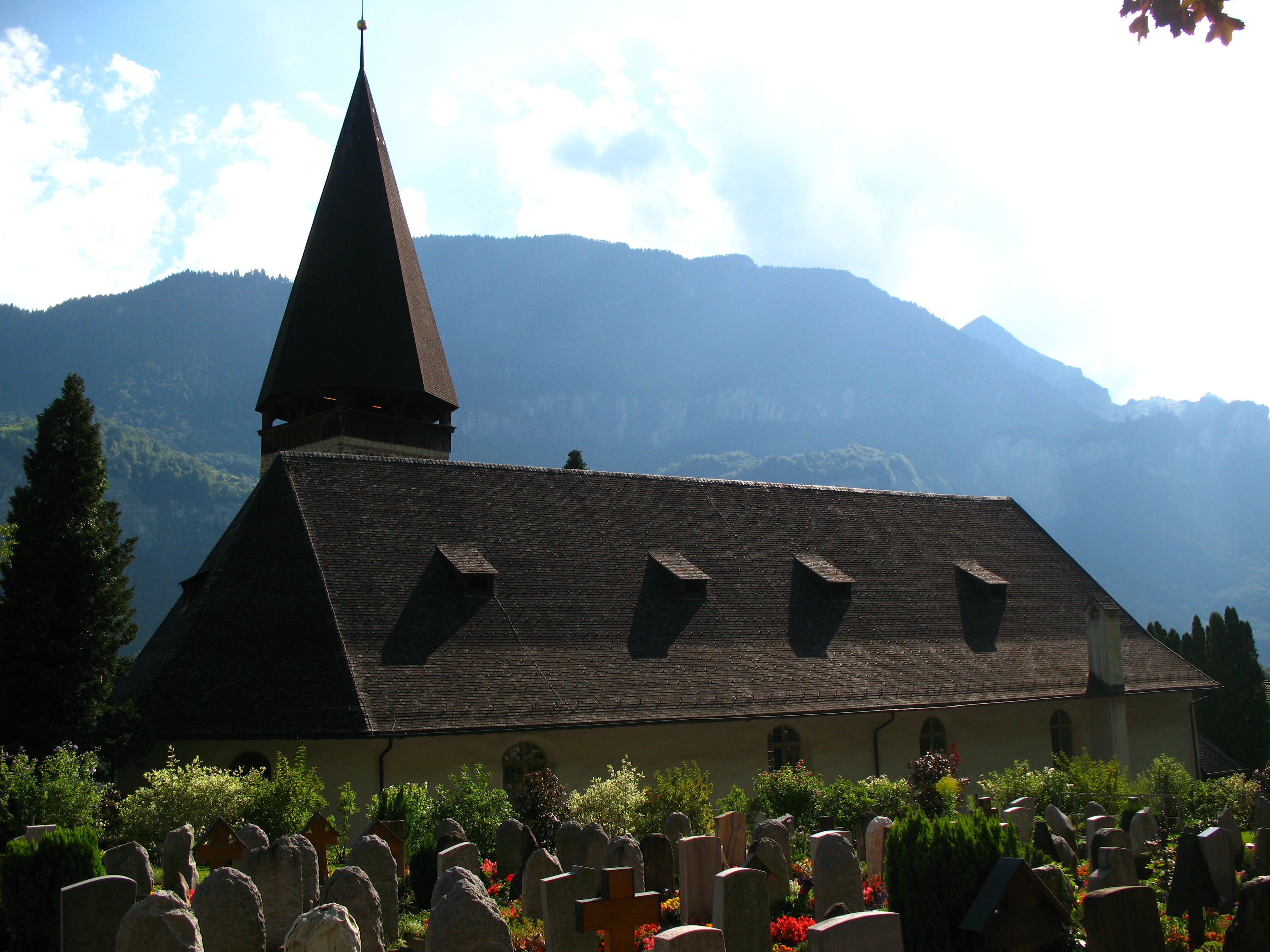
La chiesa riformata

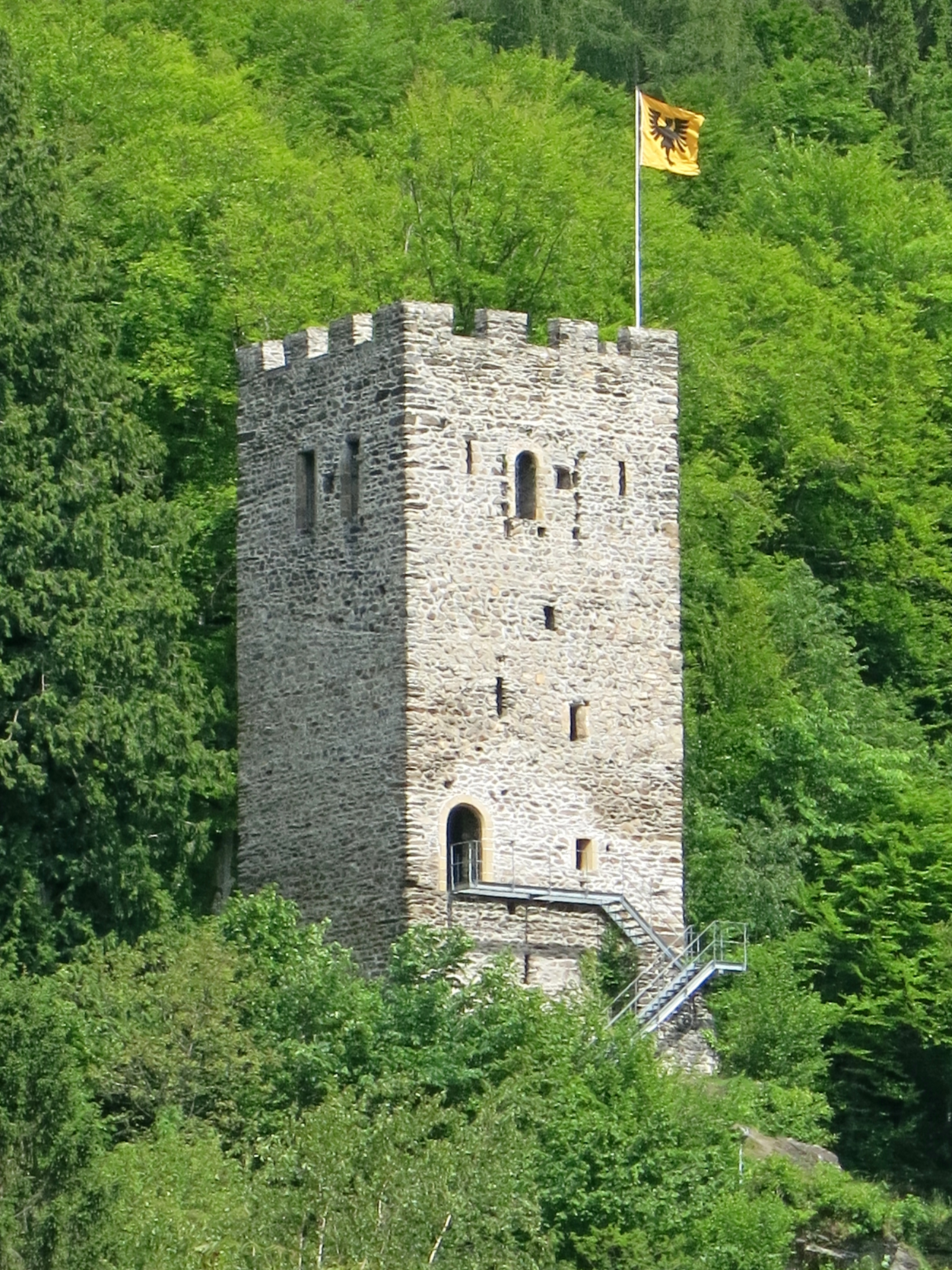
La Restiturm

- Chiesa riformata (già di San Michele), eretta nel IX-X secolo e ricostruita nel XV secolo e nel 1683-1684[1];
- Chiesa anglicana, eretta nel 1880 circa[1];
- Chiesa cattolica del Buon Pastore, eretta nel 1931[1];
- Restiturm, torre eretta nel 1250 circa e ricostruita nel 1390-1400[1][2].

## Società

### Evoluzione demografica
L'evoluzione demografica è riportata nella seguente tabella:
Abitanti censiti

## Geografia antropica

### Frazioni
Le frazioni di Meiringen sono:
- Balm
- Brünigen
- Brünigerälpeli[senza fonte]
- Eisenbolgen
- Hausen
- Prasti
- Sand
- Schönbühl[senza fonte]
- Schwarzwaldalp[senza fonte]
- Stein
- Unterbach
- Unterheid
- Wylerli
- Zaun

## Economia
A partire dagli anni 1880 Meiringen si è sviluppato come località turistica e stazione sciistica.

## Infrastrutture e trasporti

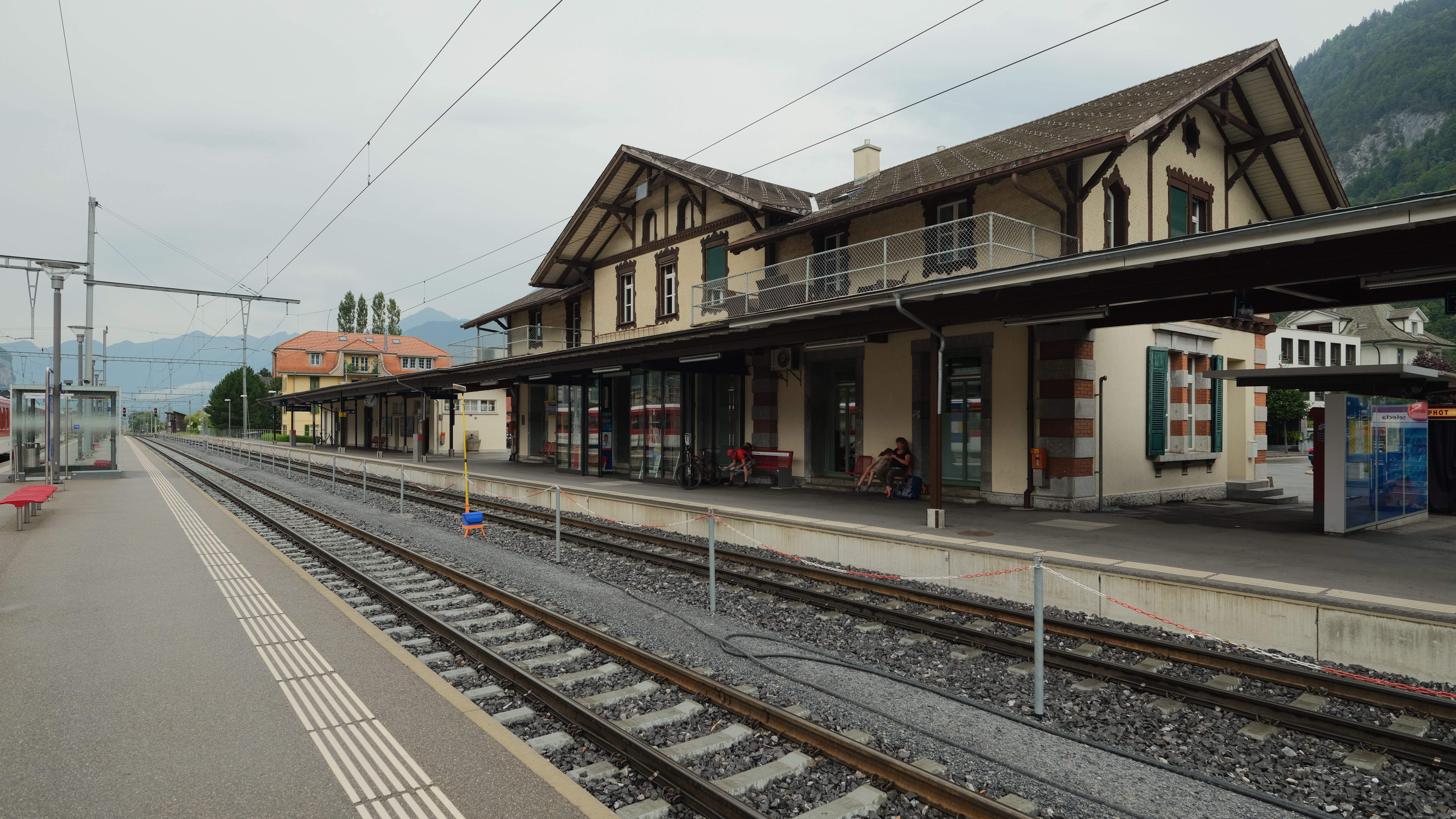
La stazione di Meiringen

Meiringen è servito dall'omonima stazione sulle ferrovie del Brünig e Meiringen-Innertkirchen.

## Amministrazione
Ogni famiglia originaria del luogo fa parte del cosiddetto comune patriziale e ha la responsabilità della manutenzione di ogni bene ricadente all'interno dei confini del comune.

## Sport
Meiringen ha ospitato varie tappe della Coppa del Mondo di sci alpino e della Coppa del Mondo di freestyle.